# Шукирколь
Шукирко́ль (каз. Шұқыркөл) — село у складі району імені Габіта Мусрепова Північноказахстанської області Казахстану. Адміністративний центр Шукиркольського сільського округу.
Населення — 391 особа (2021; 459 у 2009, 828 у 1999, 918 у 1989).
Національний склад станом на 1989 рік:
- казахи — 100 %.

Колишня назва — Андагул.